# Rhipidura aureola
El abanico cejiblanco (Rhipidura aureola) es una especie de ave paseriforme de la familia Rhipiduridae propia de la región indomalaya.
Se encuentra en la región indomalaya continental desde la India hasta Indochina, además de la isla de Ceilán. La especie habita en los bosque húmedos. 

## Descripción

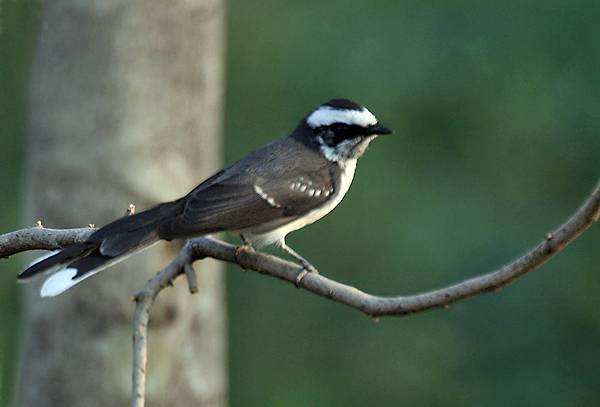
Ejemplar en Sindhrot, India.

El adulto del abanico cejiblanco mide unos 18 cm de largo. Sus partes inferiores son pardo oscuro, con manchas blancas en las alas, y zonas inferiores blanquecinas. La cola posee bordes blancos, y posee largas listas superciliares blancas que se juntan en la frente. Su garganta y máscara facial es negruzca, y está circunscrita por rayas blancuzcas.
El abanico cejiblanco es insectívoro, y a menudo mueve su cola mientras recorre el sotobosque.